# Riccall
Riccall é uma vila e paróquia civil do condado de North Yorkshire, localizado na região de Yorkshire e Humber, na Inglaterra. Está localizada a 266 quilômetros a sul de Londres. Segundo o censo demográfico de 2011 possui 2 332 habitantes.